# ۴: ریمیکس
«۴: رمیکس» آلبومی از هنرمند اهل ایالات متحده آمریکا بیانسه است که در سال ۲۰۱۲ میلادی منتشر شد.